# تشوكويب تاون
تشوكويب تاون هي فرقة هيب هوب من كولومبيا. يمزجون أصواتهم بين موسيقى الفانك والهيب هوب الأمريكية والريغي الجامايكي وعناصر من الموسيقى الإلكترونية لإنتاج إيقاعات متقنة ؛ وبالمثل مع الإيقاعات التقليدية لساحل المحيط الهادئ الكولومبي ، مثل البوندي ، والكريورولاو ، والبامبازو ، والأغواباخو ؛ و غيرها من أمريكا اللاتينية و منطقة البحر الكاريبي مثل السالسا.

## روابط خارجية
- الموقع الرسمي للفرقة باللغة الإسبانية
- مقابلة مع غويو في مجلة داينرز